# Креча (Ново Горажде)
Креча је насељено мјесто у општини Ново Горажде, Република Српска, БиХ. Према попису становништва из 2013. насеље више нема становника.

## Историја
Прије рата, насеље се у потпуности налазило у саставу предратне општине Горажде. Послије потписивања Дејтонског споразума, дио његове територије улази у састав Републике Српске.

## Становништво
Према званичним пописима, Креча је имао сљедећи етнички састав становништва:
| Националност | 1991.       | 1981.        | 1971.        |
| Муслимани    | 39 (100,0%) | 100 (100,0%) | 120 (100,0%) |
| Укупно       | 39          | 100          | 120          |

| Демографија | Демографија | Демографија |
| Година      | Становника  | Становника  |
| ----------- | ----------- | ----------- |
| 1971.       | 120         |             |
| 1981.       | 100         |             |
| 1991.       | 39          |             |
| 2013.       | 0           |             |